# Mr. & Mrs. John Sacrimoni Request...
"Mr. & Mrs. John Sacrimoni Request..." 70. je epizoda HBO-ove televizijske serije Obitelj Soprano i peta u šestoj sezoni serije. Napisao ju je Terence Winter, režirao Steve Buscemi, a originalno je emitirana 9. travnja 2006. 

## Radnja
Johnny Sack dobiva dopuštenje za šestosatni nadzirani izlazak iz zatvora kako bi mogao prisustvovati vjenčanju svoje kćeri Allegre. Njegov izlazak uvjetovan je nizom pravila, uključujući skupo osiguranje za njega. Sack i iz zatvora organizira cijelu svadbu i pokušava fokusirati obitelj na veliki dan. Kasnije spominje kako se cijena organizacije vjenčanja popela na gotovo pola milijuna dolara.   
Iako se još oporavlja od ranjavanja, Tony je spreman vratiti se poslu. Ima novog vozača i tjelohranitelja, Perryja Annunziatu, bivšeg bodybildera. Tony na njihovu prvom zajedničkom putovanju primjećuje Perryjeve nabildane ruke i pokuša ga impresionirati pričama o svojim sportskim uspjesima iz mladosti. Perry se umalo ne potuče s dvojicom vozača kamiona koji su mu oduzeli prednost, ali ga Tony smiruje.
Tony prvog dana uglavnom samo karta i čeka svoju ekipu. Dolazi Phil Leotardo i zatraži privatni razgovor s Tonyjem. Phil obajveštava Tonyja da Johnny želi srediti likvidaciju Rustyja Millia, bojeći se kako bi, dok je on u zatvoru, Rusty mogao pronaći drugu "lutku" koji bi mogao kontrolirati i izazvati novi obračun za premoć, kao što je to učinio s Little Carmineom; Tony odbije zahtjev. Prije Tonyjeva dolaska kući, Carmela silazi niz prilaz kako bi pokupila Star-Ledger. Nakon što u rubrici posvećenoj New Jerseyju ugleda naslov o pritvaranju Juniora Soprana, baci taj dio novina u smeće.
U Bada Bingu, Ahmed i Mohammed plaćaju Christopheru za brojeve kreditnih kartica i zaštitne kodove. Dvojac upita može li nabaviti poluatomatsko oružje. Christopher im kaže kako prije odgovora na to mora obaviti telefonski poziv.
Kako se Allegrino vjenčanje približava, Tony pritišće Meadow kad će se vjenčati i donijeti mu unučad. Tony joj kaže kako mu je ranjavanje promijenilo poglede na život. Na vjenčanju, nakon što mu zaštitari kažu da skine cipele (nakon što se oglasio detektor metala), Tony doživi napadaj panike. Tijekom kasnije zabave, Tony uspijeva razgovarati s Johnnyjem Sackom prvi put otkad je ranjen, a ovaj uhićen. Johnny zamoli Tonyja da kao osobnu uslugu dâ ubiti Rustyja. Okruženi saveznim šerifima, Tony i Johnny se pridružuju Johnnyjevu ocu i starijim rođacima za velikim stolom i razgovaraju u šiframa, na ogorčenje Johnnyjeve rodbine. Tony nevoljko pristane na Rustyjevo ubojstvo. Tony kasnije kaže Christopheru da povjeri posao njihovim suradnicima iz Italije, ali se Christopher ne slaže, rekavši kako bi to trebao obaviti netko iz domaće ekipe.
Dok se svadbena zabava privodi kraju i mladenci spremaju na odlazak na medeni mjesec, njihov odlazak naprasno prekidaju savezni šerifi koji inzistiraju na Sackovu povratku u zatvor. Dok većina prisutnih negoduje zbog odnosa prema mladenkinu ocu na dan vjenčanja, njegova se supruga Ginny onesvijesti. Johnny se pred svima slomi i rasplače dok ga šerifi odvode. Nakon što je odveden, članovi Tonyjeve ekipe komentiraju događaj s Philom i članovima njujorške obitelji. Phil sugerira kako je Johnny slab i da ga vlada lako može nagovoriti na suradnju. Christopher se složi s Philom, opet se ne složivši s Tonyjem, koji brani Johnnyjevo pokazivanje emocija.
Vrativši se u zatvor, Johnny se vraća u narančastu zatvorsku uniformu. U međuvremenu, Junior Soprano se prijavljuje u psihijatrijski ustanovu. Junior kaže svojem odvjetniku da je nevin: "Zašto bih ja ustrijelio vlastitog nećaka?", upita. Nakon što ga pritisnu, on kaže kako se radilo o "grešci na pištolju" i sažalno počne moliti da ga vrate kući.
Nakon ranog odlaska sa svadbe i povratka kući, Vito obavještava suprugu kako ide skupljati novac sa svojih redovnih ruta, ali se umjesto toga zaputi u gay fetiš klub. S "motociklističkim" kostimom na sebi, Vito pleše s muškarcem ispiercanih bradavica, Rickom, te ga ponudi pićem. U tom trenutku u lokal ulaze dvojica suradnika njujorške organizacije koji su došli po svoj redoviti honorar. Iako se Vito pokuša izvući rekavši kako je sve to samo šala, nazivaju ga pederom i odlaze. Vito se vraća kući, uzima pištolj iz svoje spavaće sobe i prijavi se u motel. U tri ujutro nazove Silvia kako bi ga upitao je li sve u redu.
Tony razgovara s dr. Melfi o svojoj ekipi i njihovoj percepciji njega. "Ljudi pogrešno protumače, misle da si slab ako vide priliku", požali se Tony. Melfi predloži da se ponaša kao i do tada, ali da napravi nešto što će ostalima dati do znanja da je još uvijek odlučni lider. Tony stiže u mesnicu gdje ugleda kako se njegova ekipa sunča i igra košarku. Tony okupi ekipu, očigledno kako bi odmjerio tko je fizički najimpresvniji. Odabire svoga mladog, mišićavog tjelohranitelja, Perryja. Tony ga pokuša isprovocirati, ali ovaj ne uzvraća, znajući točno što će se dogoditi ako prebije Tonyja. Dok njegova ekipa pažljivo prati što se događa, Tony iznenada udari svoga tjelohranitelja, započevši jednostranu tuču koja završava s Perryjem koji krvari na podu i Tonyjem koji je prošao naizgled neozlijeđeno.  
Nakon sukoba, Tony se povuče na zahod i povrati. Oslonivši se na umivaonik i gledajući se u zrcalo, Tony se zadovoljno nasmiješi. Međutim, trenutak zadovoljstva je kratkog vijeka jer ga ponovno pogađa mučnina.

## Glavni glumci
- James Gandolfini kao Tony Soprano
- Lorraine Bracco kao dr. Jennifer Melfi
- Edie Falco kao Carmela Soprano
- Michael Imperioli kao Christopher Moltisanti
- Dominic Chianese kao Corrado Soprano, Jr.
- Steven Van Zandt kao Silvio Dante
- Tony Sirico kao Paulie Gualtieri
- Robert Iler kao A.J. Soprano
- Jamie-Lynn Sigler kao Meadow Soprano
- Aida Turturro kao Janice Soprano *
- Steve Schirripa kao Bobby Baccalieri
- Vincent Curatola kao Johnny Sack
- Frank Vincent kao Phil Leotardo
- Joseph R. Gannascoli kao Vito Spatafore
- Dan Grimaldi kao Patsy Parisi

* samo potpis

### Gostujući glumci
| - Taleb Adlah kao Ahmed - Philip Anastasia kao Emcee - Sharon Angela kao Rosalie Aprile - Nick Annunziata kao Eddie Pietro - Randy N. Barbee kao sutkinja Whitney Runions - John Bianco kao Gerry Torciano - Denise Borino kao Ginny Sacrimoni - Frank Borrelli kao Vito Spatafore, Jr. - Elizabeth Bracco kao Marie Spatafore - Carl Capotorto kao Little Paulie Germani - Max Casella kao Benny Fazio - Dan Castleman kao tužitelj Castleman - John 'Cha Cha' Ciarcia kao Albie Cianflone - David Coburn kao barmen - William DeMeo kao Jason Molinaro - Jared DiCroce kao mafijaš #2 - Jean Marie Evans kao ujna Louise - Paulina Gerzon kao Francesca Spatafore - Louis Gross kao Perry Annunziata - Nico Hartos kao brbljavac #1 - Robert Hirschfeld kao sudac Holzer - Joe Iacona kao Johnnyjev otac - Will Janowitz kao Finn De Trolio - Jeffrey Joseph kao zamjenik Mayweather - Merel Julia kao Gianna Millio - Donnie Keshawarz kao Muhammed - John Kozan kao pjevač na svadbi #1 - Mark A. Langston kao gost na svadbi - Geraldine LiBrandi kao Patty Leotardo - Katie Lowes kao Gillian | - Jeffrey M. Marchetti kao Peter LaRosa - Erik Martin kao bolničar Hasley - Lou Martini Jr. kao Anthony Infante - Teresa Meza kao savezni šerif #2 - Cristin Milioti kao Catherine Sacrimoni - Adam Mucci kao Eric DeBenedetto - Arthur J. Nascarella kao Carlo Gervasi - Taryn O'Brae kao djeveruša - Josh Pais kao Zev Charney - Carmine Parisi kao svećenik - Mike Pniewski kao zamjenik Featham - Alysia Reiner kao Linda Vaughn - Anthony J. Ribustello kao Dante Greco - Stuart Rudin kao brbljavac #3 - Jerry Russo kao gost na svadbi - Jimmy Smagula kao Sal Iacuzzo - Clayton Dean Smith kao brbljavac #2 - Matthew R. Staley kao brbljavac - Shana Steele kao pjevačica na svadbi #2 - Irma St. Paule kao ujna Grace - Anthony Stropoli kao Rick - Frankie Valli kao Rusty Millio - Caitlin Van Zandt kao Allegra Sacrimoni - Maureen Van Zandt kao Gabriella Dante - Joey Vega kao savezni šerif #1 - Lenny Venito kao James 'Murmur' Zancone - Faina Vitebsky kao Kimmie - Nikki E. Walker kao jamajčanska medicinska sestra - Brad Zimmerman kao Ron Perse |

## Naslovna referenca
- Naslov se odnosi na prve riječi s pozivnice za vjenčanje kćeri Johna i Ginny Sacrimoni, Allegre.
- Može se odnositi i na Johnov zahtjev da Tony i obitelj iz New Jerseyja ubiju Rustyja Millia.

## Reference na druge medije
- Kad se Vito vraća iz gay bara, Marie Spatafore gleda Imitaciju života.

## Glazba
- Dok se Vito prijavljuje u motel, u pozadini se čuje "The Three Bells" The Brownsa. Pjesma je korištena i u prethodnoj epizodi, "The Fleshy Part of the Thigh".
- Pjesma koja svira u gay baru kad je Vito otkriven je "Flashing For Money" Deep Disha; ista je pjesma zapravo kombinacija "Money for Nothing" Dire Straitsa i "Flashdance... What a Feeling" Irene Cara.
- Tijekom odjavne špice svira "Every Day of the Week" The Studentsa.

## Vanjske poveznice
- Mr. & Mrs. John Sacrimoni Request... u internetskoj bazi filmova IMDb-a